# Rinne
Rinne (bra: Almas Reencarnadas; prt: Reencarnação) é um filme japonês de 2005, do género de terror, realizado por Takashi Shimizu.

## Sinopse
Atores chegam a um antigo hotel para filmar um massacre ocorrido ali 35 anos atrás. Conforme o início das gravações se aproxima, a equipe começa a ter horríveis alucinações.